# Legging
Cet article possède un paronyme, voir Caleçon (homonymie).
Le legging (de l'anglais « leg », la jambe), en français caleçon moulant, est un pantalon moulant sportif mixte, qui va de la taille aux chevilles. On l'appelle aussi collant sans pieds ou caleçon (long).
Le legging a plusieurs longueurs et peut être utilisé à des fins sportifs ou pour la vie quotidienne. 
Le legging peut être assorti avec des talons, des ballerines, des sandales hautes, des talons aiguilles ou des bottes.
Il comporte des variantes, telles que les treggings et les  jeggings.

## Description

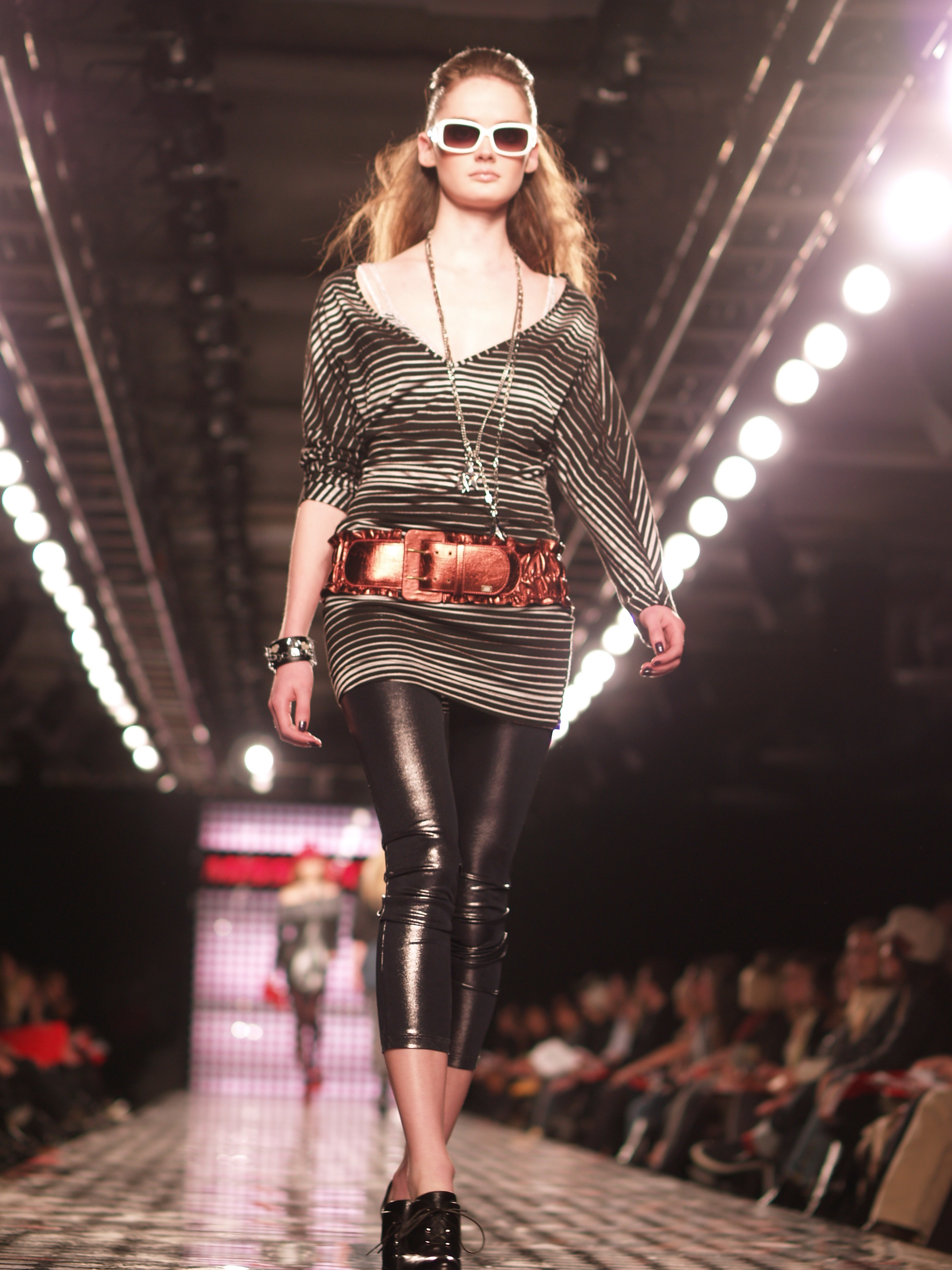
Un mannequin défilant avec un tregging.

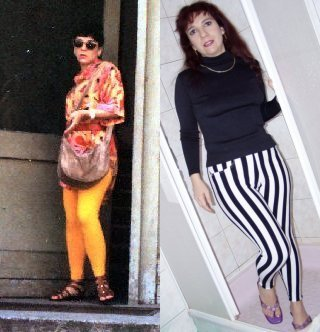
Exemples de leggings.

Le legging est à la base un sous-vêtement, sportif qui plus est, mais l'utilisation en a dérivé à cause des modes, et il est maintenant utilisé en tant que pantalon. Il est la plupart du temps fabriqué à base de lycra, de nylon, de coton ou parfois de laine.
Il a parfois une bande au bout des jambes qui passe sous le pied, qui permet de garder le vêtement en place ; dans ce cas, on l'appelle un fuseau ou pantalon fuseau.
Coûtant peu cher à fabriquer, il possède un potentiel commercial important, autant pour le prêt-à-porter que pour les maisons de luxe.

## Variantes
Le mot treggings vient de la contraction des mots anglais « trousers » et « leggings », et désigne un pantalon ultra-moulant réalisé dans un tissu plus sophistiqué que le legging, du similicuir ou du vinyle par exemple. Il comporte parfois des poches et une fermeture éclair. 
Le port du tregging s’est parfois répandu auprès des jeunes femmes comme une alternative aux collants ou au pantalon. Ils peuvent être portés sous une jupe ou comme un pantalon. Les couturiers Balmain et Givenchy ont inclus le tregging dans leur collection de l’hiver 2009.
Le jegging (contraction de contraction des mots « jean » et « leggings ») est un legging conçu pour ressembler à un jean skinny, mais à l'inverse de ce dernier, ses poches, ceinture, boutons ou fermeture éclair sont généralement factices.

## Historique
Après la popularisation du pantalon pour femmes, le legging est à la mode dans les années 1960, dans sa forme « fuseau », avec une fabrication en lycra.
Représentatif du sportswear, le legging connaît le succès au début des années 1980, associé aux modes du fitness (en) et de l'aérobic (notamment avec le film Flashdance ou encore parce qu'il était porté par les chanteuses Madonna et Cyndi Lauper). Dans les années 1990, il est effilé ou déchiré et associé au mouvement grunge.
Le legging fait un retour dans les années 2000, notamment en 2005 avec la résurgence du mouvement disco et se déploie dans le vestiaire féminin. Il se décline en différentes matières (comme le similicuir), et en différents motifs. Lors de la saison printemps-été 2014, il apparaît dans les collections de The Row, Red Valentino, Louis Vuitton ou encore Ann Demeulemeester ; chez Neil Barrett, il est présenté en version estivale, au-dessus du genou.